# 최기우
최기우(崔奇遇, ?~?)는 고려의 신하이다. 아명(兒名)은 거린(巨鱗)이며 자는 정보(正甫)이다. 과거에 급제하고 상주사록을 맡고, 예종때 중서주서, 청주통판, 우정언 등을 거쳐 서해도 안찰사가 되었다. 1122년 이자겸의 정권 장악을 비판하다가 고성에 유배되었다. 1126년 이자겸이 실각한 이후 호부원외랑 상주목부사, 이부낭중 기거주에 올랐으나 병으로 사망했다.